# Жецино
Жецино (пол. Rzecino) — село в Польщі, у гміні Ромбіно Свідвинського повіту Західнопоморського воєводства.
Населення — 440 осіб (2011).
У 1975-1998 роках село належало до Кошалінського воєводства.

## Демографія
Демографічна структура станом на 31 березня 2011 року:
|          | Загалом | Допрацездатний вік | Працездатний вік | Постпрацездатний вік |
| -------- | ------- | ------------------ | ---------------- | -------------------- |
| Чоловіки | 214     | 45                 | 143              | 26                   |
| Жінки    | 226     | 39                 | 121              | 66                   |
| Разом    | 440     | 84                 | 264              | 92                   |